# Трбовље
 Трбовље (словен. Trbovlje) је град у Словенији и најважније насеље Засавске регије. Трбовље је и управно средиште истоимене општине Трбовље.

## Положај
Град Трбовље налази се у средишњем делу земље, на 50 km источно од престонице Љубљане.

## Природне одлике
Рељеф: Трбовље се налази у средишту словеначке покрајине Засавље, 10 km северно од реке Саве. Град се сместио у малој котлини потока Трбовељшчице, окружено планином Посавско Хрибовје.
Клима: У граду влада умерено континетална клима.
Воде: Кроз град протиче поток Трбовељшчица.

## Историја
Подручје Трбовља било је насељено од праисторије, али све до пре 150 година било невелико село. Међутим, у 19. веку овде се отвара рудник угља, а у 20. веку Трбовље је постаје град и то захваљујући отварању велике термоелектране у граду.
Трбовље је више векова био у поседу Хабзбурговаца. 1918. године оно се прикључује Краљевству Срба, Хрвата и Словенаца, касније Југославија, да би данас био један од 10 водећих градова Словеније.

## Становништво
Град Трбовље данас има око 17.000 становника и по броју је то девети град у држави. Као и у свим већим градовима Словеније удео несловеначког становништва (највише из других републике бивше Југославије) је приметан, иако етнички Словенци чине далеко најбројније становништво града и околине.

## Привреда
Трбовље је један од словеначких градова са најбурнијим развојем током последњих 100ак година. Разлог овоме је изградња термоелектране, која је покренула привредни развој на свим пољима.

## Занимљивости
Димњак термоелектране у Трбовљу је највиши димњак у целој Европи - висок је 360 метара.